# Антоніо Маккей
Антоніо Маккей (англ. Antonio McKay; нар. 9 лютого 1964, Атланта, США) — американський легкоатлет, що спеціалізується на спринті, дворазовий олімпійський чемпіон та бронзовий призер Олімпійських ігор, чемпіон світу.

## Кар'єра
| Рік             | Змагання                     | Місто                | Місце            | Дисципліна            | Примітки        |
| Представник США | Представник США              | Представник США      | Представник США  | Представник США       | Представник США |
| --------------- | ---------------------------- | -------------------- | ---------------- | --------------------- | --------------- |
| 1984            | Олімпійські ігри             | Сеул, Південна Корея | 3                | біг на 400 метрів     | 44.71           |
| 1984            | Олімпійські ігри             | Сеул, Південна Корея | 1                | естафета 4×400 метрів | 2:57.91         |
| 1987            | Чемпіонат світу в приміщенні | Індіанаполіс, США    | 1                | біг на 400 метрів     | 45.98           |
| 1987            | Чемпіонат світу              | Рим, Італія          | 5 (чвертьфінали) | біг на 400 метрів     | 45.85           |
| 1987            | Чемпіонат світу              | Рим, Італія          | 1                | естафета 4×400 метрів | 2:57.29         |
| 1988            | Олімпійські ігри             | Сеул, Південна Корея | 1                | естафета 4×400 метрів | 3:02.84         |
| 1989            | Чемпіонат світу в приміщенні | Будапешт, Угорщина   | 1                | біг на 400 метрів     | 45.59           |
| 1991            | Чемпіонат світу в приміщенні | Севілья, Іспанія     | 2                | естафета 4×400 метрів | 3:03.24         |